# قشلاق لوله‌دره حاج‌مین‌باشی سفلی (کلیبر)
قشلاق لوله‌دره حاج‌مین‌باشی سفلی یکی از روستاهای استان آذربایجان شرقی است که در دهستان آبش‌احمد بخش آبش‌احمد شهرستان کلیبر واقع شده‌است.